# Všechno, co opravdu potřebuju znát, jsem se naučil v mateřské školce
Všechno, co opravdu potřebuju znát, jsem se naučil v mateřské školce (v anglickém originále All I Really Need to Know I Learned in Kindergarten) je první a nejznámější knihou amerického spisovatele Roberta Fulghuma z roku 1988.
Kniha je sledem úvah, fejetonů a povídek. Celosvětově se prodalo přes 20 milionů výtisků.
V češtině dílo poprvé vyšlo roku 1992 v nakladatelství Odeon, další vydání vyšla v nakladatelství Argo, které vydalo všechny autorovy knihy a Knižní klub.
Tato kniha obsahuje drobné příběhy, zamyšlení a filozofické postřehy z každodenního života. Jak sám uvedl v předmluvě, tento text, určený přátelům, rodině, náboženské komunitě a jemu samému, psal po mnoho let, aniž pomýšlel na vydání v knižní podobě.